# Aree naturali protette in Argentina

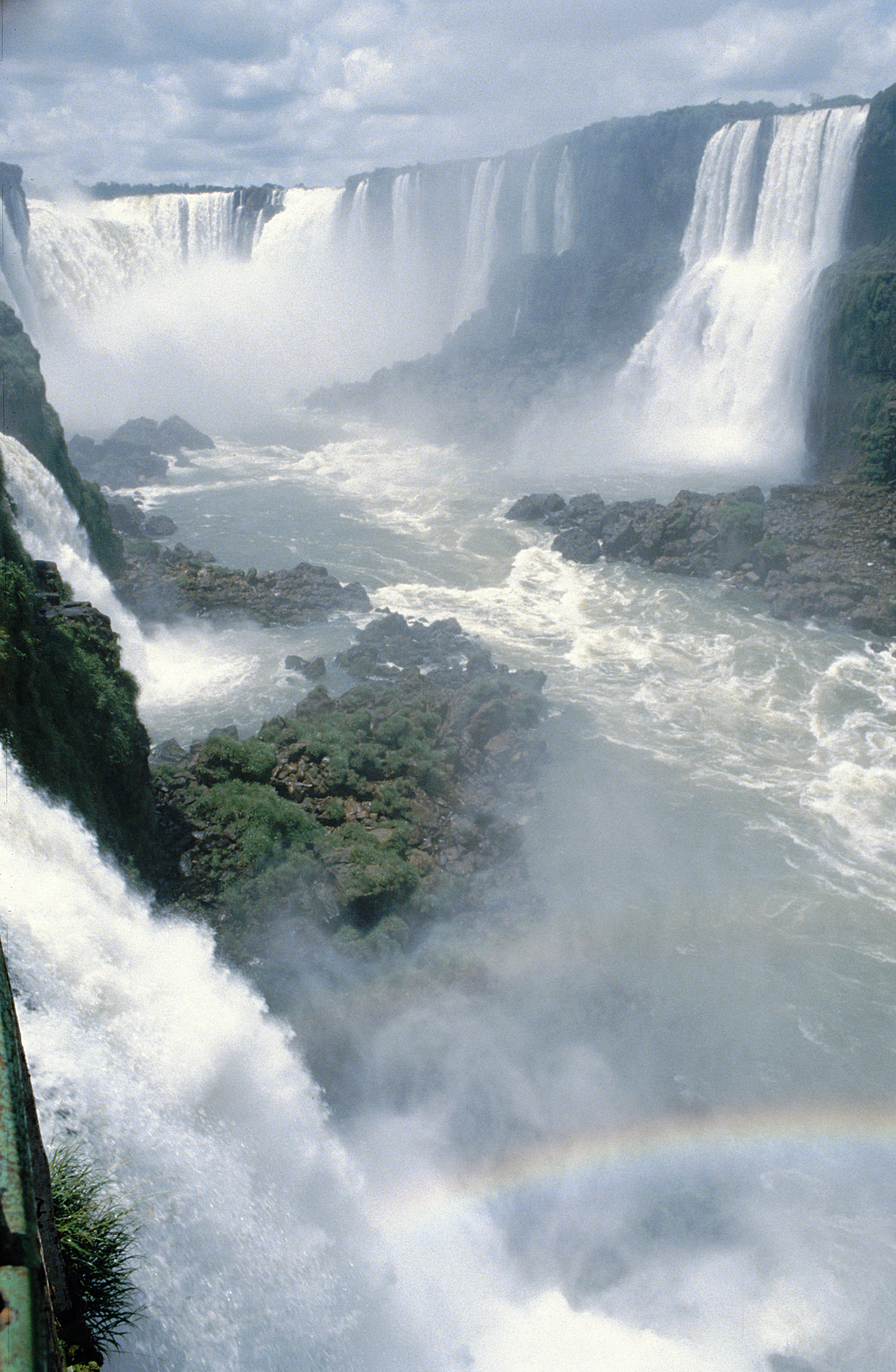
Panorama del Parco nazionale dell'Iguazú.

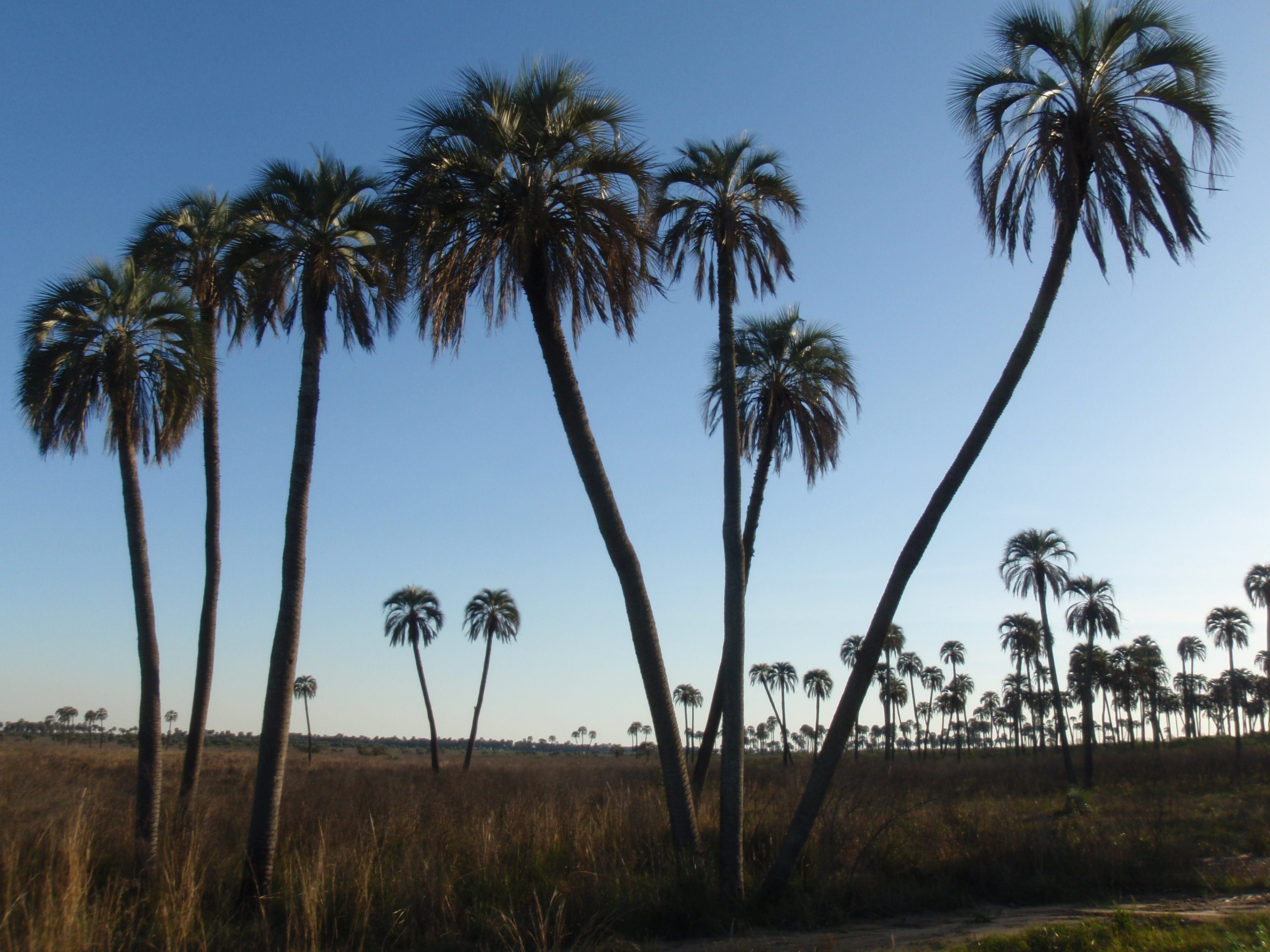
Parco nazionale El Palmar.

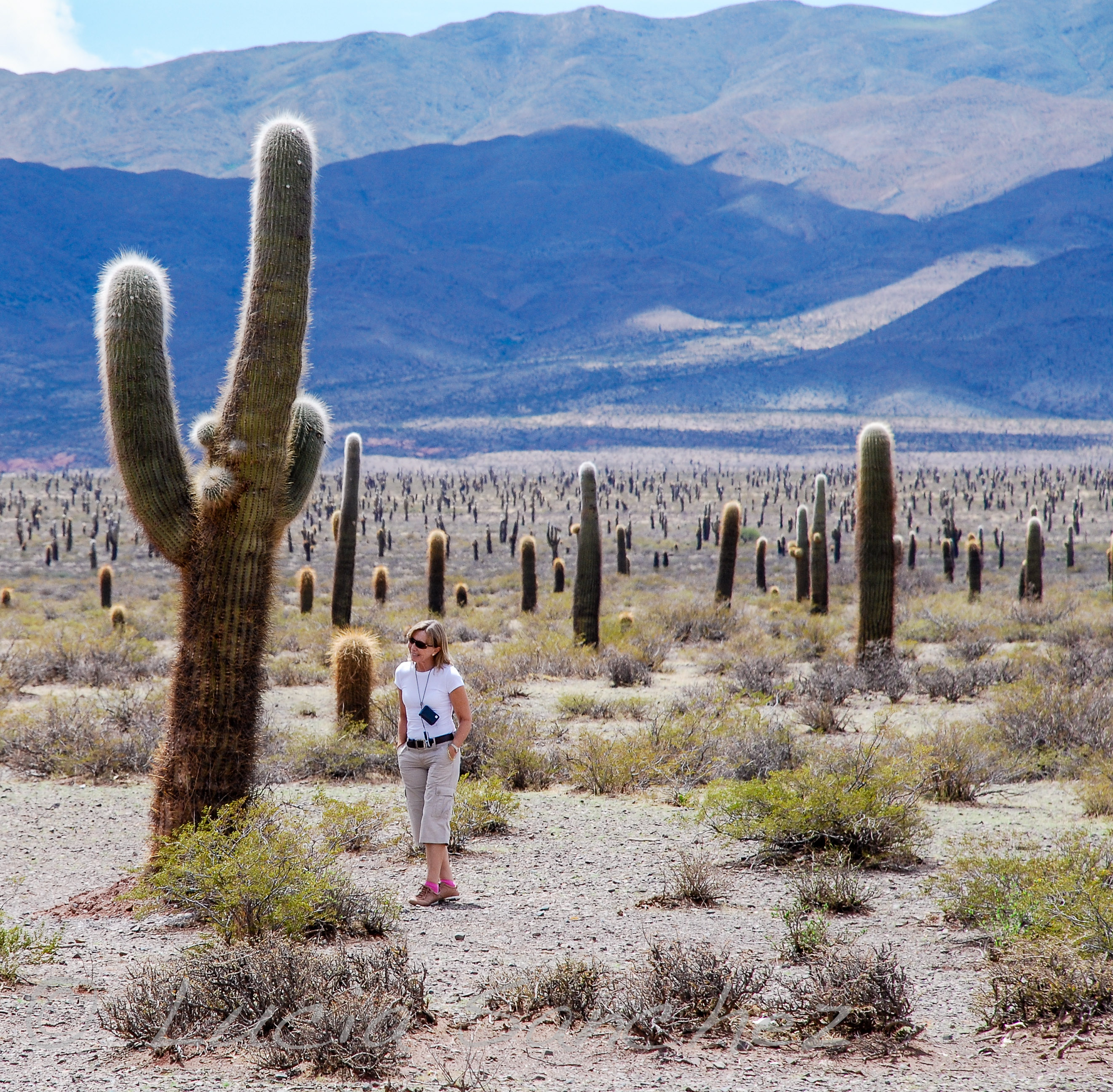
Parco nazionale Los Cardones.

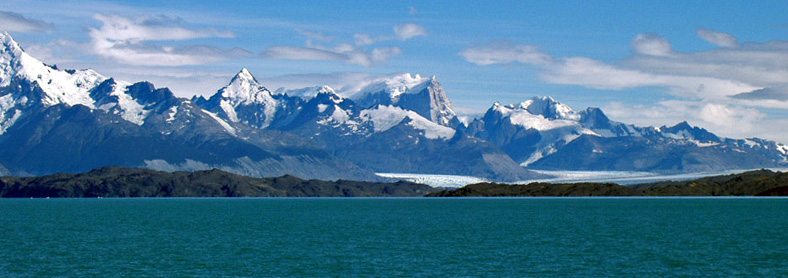
Veduta della cordigliera delle Ande nel Parco nazionale Los Glaciares in estate.

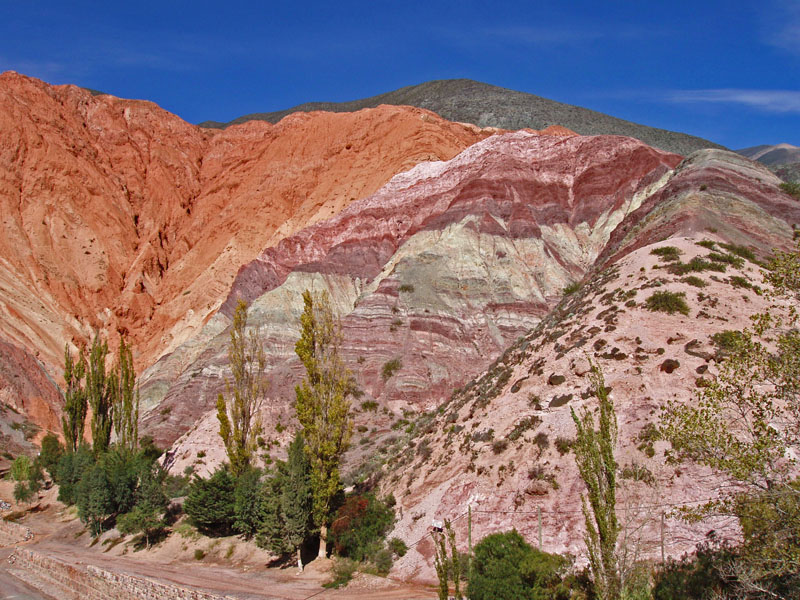
Valle della Quebrada de Humahuaca.

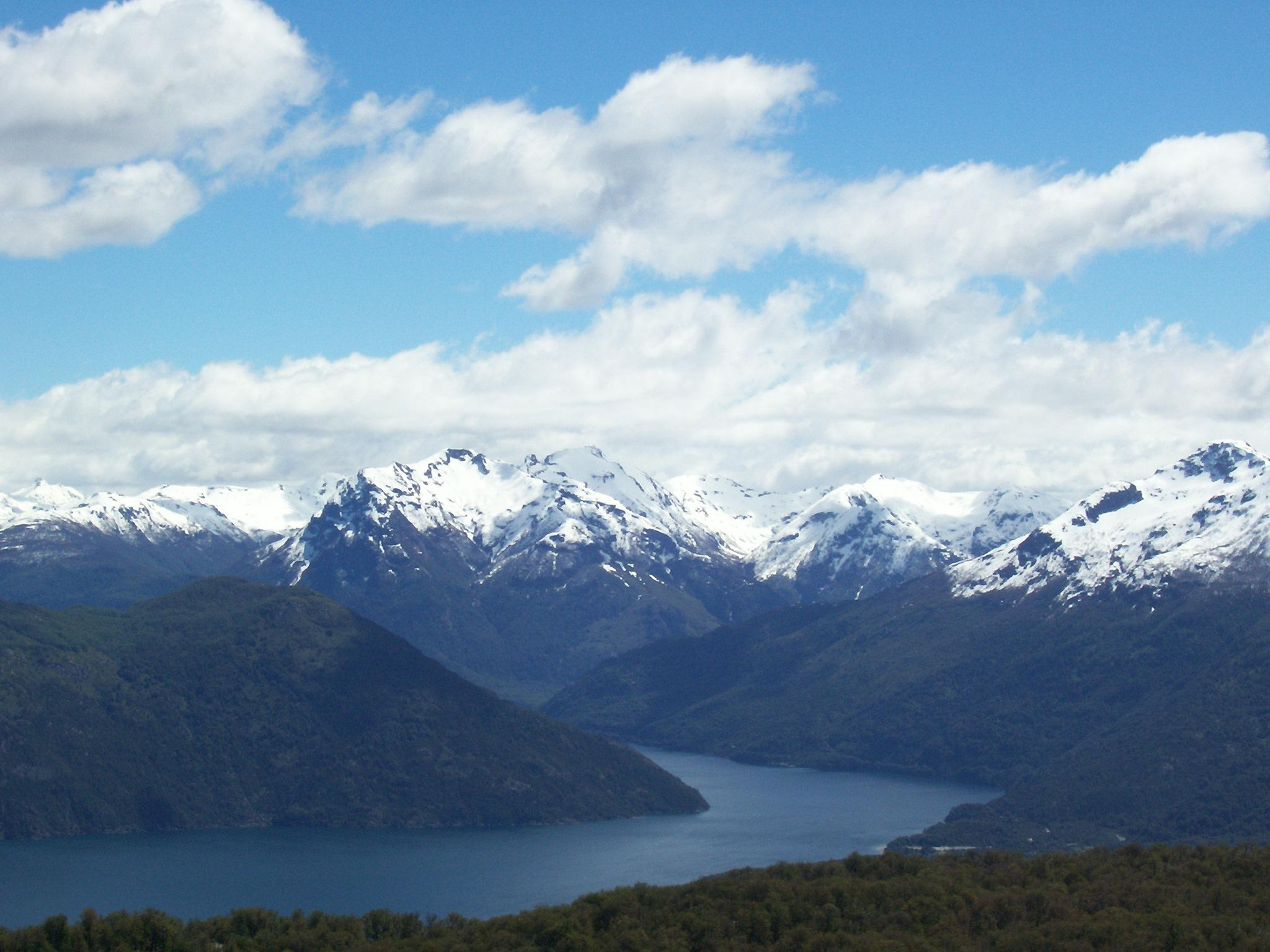
Parco nazionale Los Alerces in estate.

Il sistema delle Aree naturali protette dell'Argentina comprende i parchi nazionali, le riserve ed i monumenti naturali. La gestione delle aree sottoposte a tutela è affidata all'Administración de Parques Nacionales, che ha anche compiti di tutela dei siti archeologici del Paese.

## Parchi nazionali
Sul territorio dell'Argentina sono stati istituiti 80 Parchi nazionali (Categoria IUCN II):
- Parco nazionale Aconquija
- Parco nazionale Baritú
- Parco nazionale Calilegua
- Parco nazionale Campo de los Alisos
- Parco nazionale Chaco
- Parco nazionale Ciervo de los Pantanos
- Parco nazionale Copo
- Parco nazionale El Impenetrable
- Parco nazionale El Leoncito
- Parco nazionale El Palmar
- Parco nazionale El Rey
- Parco nazionale Iberá
- Parco nazionale dell'Iguazú
- Parco nazionale Lago Puelo
- Parco nazionale Laguna Blanca
- Parco nazionale Lanín
- Parco nazionale Lihue Calel
- Parco nazionale Los Alerces
- Parco nazionale Los Arrayanes
- Parco nazionale Los Cardones
- Parco nazionale Los Glaciares
- Parco nazionale Mburucuyá
- Parco nazionale Monte León
- Parco nazionale Nahuel Huapi
- Parco nazionale Palmar de Colón
- Parco nazionale Predelta
- Parco nazionale Perito Moreno
- Parco nazionale Quebrada del Condorito
- Parco nazionale Río Pilcomayo
- Parco nazionale San Guillermo
- Parco nazionale Sierra de las Quijadas
- Parco nazionale Talampaya con l'annesso di Ischigualasto.
- Parco nazionale Terra del Fuoco
- Parco nazionale Traslasierra

## Riserve naturali ed aree protette
- Riserva Stretta Colonia Benítez
- Riserva naturale Formosa
- Riserva naturale Isola degli Stati
- Riserva naturale stretta Otamendi
- Riserva naturale Stretta San Antonio
- Riserva naturale Península Valdés
- Area protetta Cueva de las Manos
- Area protetta El Impenetrable
- Area protetta Esteros del Iberá
- Area protetta Quebrada de Humahuaca
- Parco provinciale Aconcagua

## Monumenti naturali
- Monumento naturale Ballena Franca Austral
- Monumento naturale Bosques Petrificados
- Monumento naturale Huemul
- Monumento naturale Laguna de los Pozuelos
- Monumento naturale Taruca
- Monumento naturale Yaguareté